# Oloplotosus torobo
Oloplotosus torobo је зракоперка из реда Siluriformes. 

## Угроженост
Ова врста се сматра рањивом у погледу угрожености врсте од изумирања.

## Распрострањење
Папуа Нова Гвинеја је једино познато природно станиште врсте.

## Популациони тренд
Популациони тренд је за ову врсту непознат.

## Станиште
Станишта врсте су језера и језерски екосистеми и слатководна подручја.